# Гокта
Гокта — один из самых высоких (17-й) водопадов на Земле. Он находится в перуанской провинции Бонгара, примерно в 20 км на север от Чачапояса, административного центра региона Амасонас. Его высота составляет 771 м. Объём воды очень сильно колеблется в зависимости от количества выпавших в его маленьком, скалистом бассейне осадков, расположенном на высоте от 2500 до 3000 м над уровнем моря. Своё название водопад получил по названию близлежащей деревни. В нескольких километрах к северу расположен водопад Юмбилья, высотой почти 900 м, но только в сезон дождей.

## Открытие
Впервые водопад был замечен в 2002 году немцем Штефаном Цимендорффом во время экспедиции в непроходимом природном резервате. В конце февраля 2006 года Цимендорфф с перуанской исследовательской группой вернулся, чтобы измерить его высоту. При этом погрешность измерения могла составлять 13,5 м.
На последующей пресс-конференции Цимендорфф назвал водопад Гокта третьим по высоте водопадом мира, который превосходят только Анхель в Венесуэле (972 м) и Тугела в Южной Африке (948 м), а Йосемити занимает четвёртое место (739 м). При этом он сослался на данные 2005 года Национального географического общества. Однако, критерии, по которым определяют водопады, спорны. Так Ramnefjellsfossen (808 м) и Монгефоссен (773 м) в Норвегии частично признаются водопадами. Оба водопада возникают только во время таяния снега весной. Согласно частной базе данных World Waterfall Database Гокта занимает 14-е место. Однако, каждый может вносить в эту базу водопады с непроверенными высотами.

## Флора и фауна
В окрестностях водопада расположена область сьерры (горы — подножие дождевого леса), где обитают многие находящиеся под угрозой вымирания виды животных. Среди них очковый медведь, пума, туканы, а также редкие виды колибри и попугаев. Влажные джунгли — это часть природного резервата площадью 3300 км².

## Туризм
Этому природному раю угрожает экстенсивное сельское хозяйство (выращивание сахарного тростника), единственный источник дохода близлежащих деревень Кока и Кокачимба. Местные жители живут в очень простых условиях. Туристам предлагают воспользоваться услугами их гидов, а также покупать у них продукты. Тем самым это должно улучшить условия жизни местного населения.
Каждый посетитель должен зарегистрироваться на месте в доме общины и заплатить 10 соль за человека. Для двухчасового похода пешком по верхней или нижней ступени необходим путеводитель. Без путеводителя водопад можно посещать только с письменного подтверждения ознакомления о возможных опасностях.